# Programa Estadual de Incentivo à Cultura Semear
Programa Estadual de Incentivo à Cultura Semear é uma política pública de incentivo à cultura do Governo do Estado do Pará criado na lei Estadual nº 6 572 de 08 de agosto de 2003, chamada de Lei Semear, com objetivo de estimular a pesquisa e produção no campo cultural.

## Patrocínio e desconto empresarial
O Governo concede o abatimento de 80% do valor no tributo do ICMS (Imposto sobre Operações Relativas à Circulação de Mercadorias e sobre Prestações de Serviços de Transporte Interestadual e Intermunicipal e de Comunicação) às empresas com estabelecimento no estado do Pará que apoiem projetos aprovados, em seleção pública realizada pela Fundação Cultural do Pará (FCP). O produtor cultural fica habilitado a captar junto as empresas o valor estipulado em forma de patrocínio.
Por exemplo, se existe um projeto orçado no valor de cem mil reais, e uma empresa deseje investir neste, é necessário que o produtor cultural verifique na Secretaria de Fazenda do Estado, se a empresa está sem dívidas estaduais. Caso esteja, o valor de oitenta mil reais que seriam pagos em ICMS por ela, irão para patrocinar o projeto e, o valor de vinte mil reais serão dado ao produtor retirados da sua própria renda (contrapartida governamental). No caso de não conseguir um patrocinador que banque todo o valor do projeto cultural, a Lei Semear permite que o proponente capte recursos em mais de uma empresa no período de um ano.

## Produtor cultural
A lei considera um produtor cultural, qualquer pessoa ou entidade (física, jurídica e, microempreendedor individual) responsável pela concepção e execução do projeto cultural a ser incentivado. É permitido apenas um projeto por produtor, mas é permitido ao proponente inscrever vários projetos em nome de outros proponentes, apenas um em seu nome.
O interessado deverá acessar o Sistema de Gestão de Projetos Culturais do Programa Semear (SGPSemear) no site da Fundação Cultural do Pará, através do menu “Sistemas”, opção “SGPSemear, onde será exibido a tela de cadastro e acesso de usuário.

## Áreas de fomento
Projetos relacionados à pesquisa ou à produção de atividades nas áreas das:
- Artes cênicas;
- Artes plásticas;
- Artes gráficas e filatelia;
- cinema e vídeo;
- fotografia;
- literatura;
- música e dança;
- artesanato;
- folclore e tradições populares;
- museus, bibliotecas e arquivos.